# Boston Celtics
Boston Celtics és una franquícia de l'NBA amb seu a Boston, Massachusetts. Participa en la Divisió Atlàntica de la Conferència Est de la competició. Fundat el 1946, amb els seus 17 campionats és, juntament amb els Lakers, l'equip més llorejat de la història de l'NBA. L'equip va dominar l'NBA des de 1957 fins a 1969 amb onze anells de campió, vuit d'ells consecutius, rècord de la lliga. A la dècada de 1970 van guanyar dos títols més i en els anys 80, amb Larry Bird al capdavant, aconseguirien altres tres títols, disputant a més tres èpiques finals contra els seus clàssics rivals, Los Angeles Lakers. Després d'una sequera de 22 anys, el 2008 van aconseguir un altre anell més, sent l'últim fins ara. Aquesta final la van guanyar de nou contra els Lakers, els quals es prendrien la revenja 2 anys més tard en la que, fins ara, és l'última final disputada pels Celtics.
La ratxa guanyadora dels anys 50 i 60 va propiciar que alguns jugadors aconseguissin tal quantitat d'anells de campió que difícilment seran assolits. El pivot Bill Russell, amb 11 anells, els 2 últims aconseguits com a jugador-entrenador, és el jugador més llorejat de la història de l'NBA. Darrere d'ell es troben Sam Jones amb 10, i John Havlicek, Tom Heinsohn, Tom Sanders i K.C. Jones amb 8. L'únic jugador no cèltic que se'ls aproxima és Robert Horry, que va guanyar 7 anells amb tres equips diferents, mentre que grandíssims jugadors com Michael Jordan o Kareem Abdul-Jabbar es van quedar en 6.
El 4 de febrer de 2017, en un partit de temporada regular disputat al TD Garden, els Celtics van derrotar els Lakers, i els van arrabassar així el rècord de major nombre de victòries en la història de la lliga.
Els Celtics han guanyat el campionat de l'NBA 18 vegades: els anys 1957, 1959, 1960, 1961, 1962, 1963, 1964, 1965, 1966, 1968, 1969, 1974, 1976, 1981, 1984, 1986, 2008 i 2024

## Història de la franquícia
- Boston Celtics (1946-present)

Els Celtics és la franquícia amb més victòries en la història de l'NBA. Liderada per Bill Russell, van guanyar vuit títols consecutius des de 1959 fins a 1966. Als anys 1980, dirigits per Larry Bird, es va produir una intensa rivalitat amb Los Angeles Lakers, que marcaria l'inici de l'NBA com a espectacle mundial. Els Boston Celtics i els New York Knicks són els dos únics equips fundadors de l'NBA que romanen encara a la mateixa ciutat on es van originar.

### Dècada del 1940
La franquícia de Boston va ser fundada el 6 de juny de 1946 per Walter Brown. En aquesta dècada, l'equip disputaria la Basketball Association of America (BAA), i Boston es mostraria molt poc competitiu i no destacaria fins a l'arribada de Bob Cousy el 1950.
El primer entrenador va ser John Russell i la seva primera temporada, els anys 1946-47 va ser certament negativa, amb un rècord de 22 victòries sobre 38 i la classificació a final de temporada en les últimes posicions de la divisió Est. Malgrat les dificultats econòmiques que van afectar diversos equips en aquests anys, l'any següent Boston va tenir una millora esportiva, mentre que l'equip es classificaria per als playoffs però seria eliminat pels Chicago Stats en els quarts de final. L'any següent, en la temporada 1948-49, entrenats per Alvin Julian, els Celtics fracassarien novament en l'intent d'aconseguir els playoffs, i l'experiència es repetiria una vegada més en la temporada 1949-50, l'any de naixement de l'NBA i d'incorporació d'aquest equip a la lliga.

### Dècada del 1950

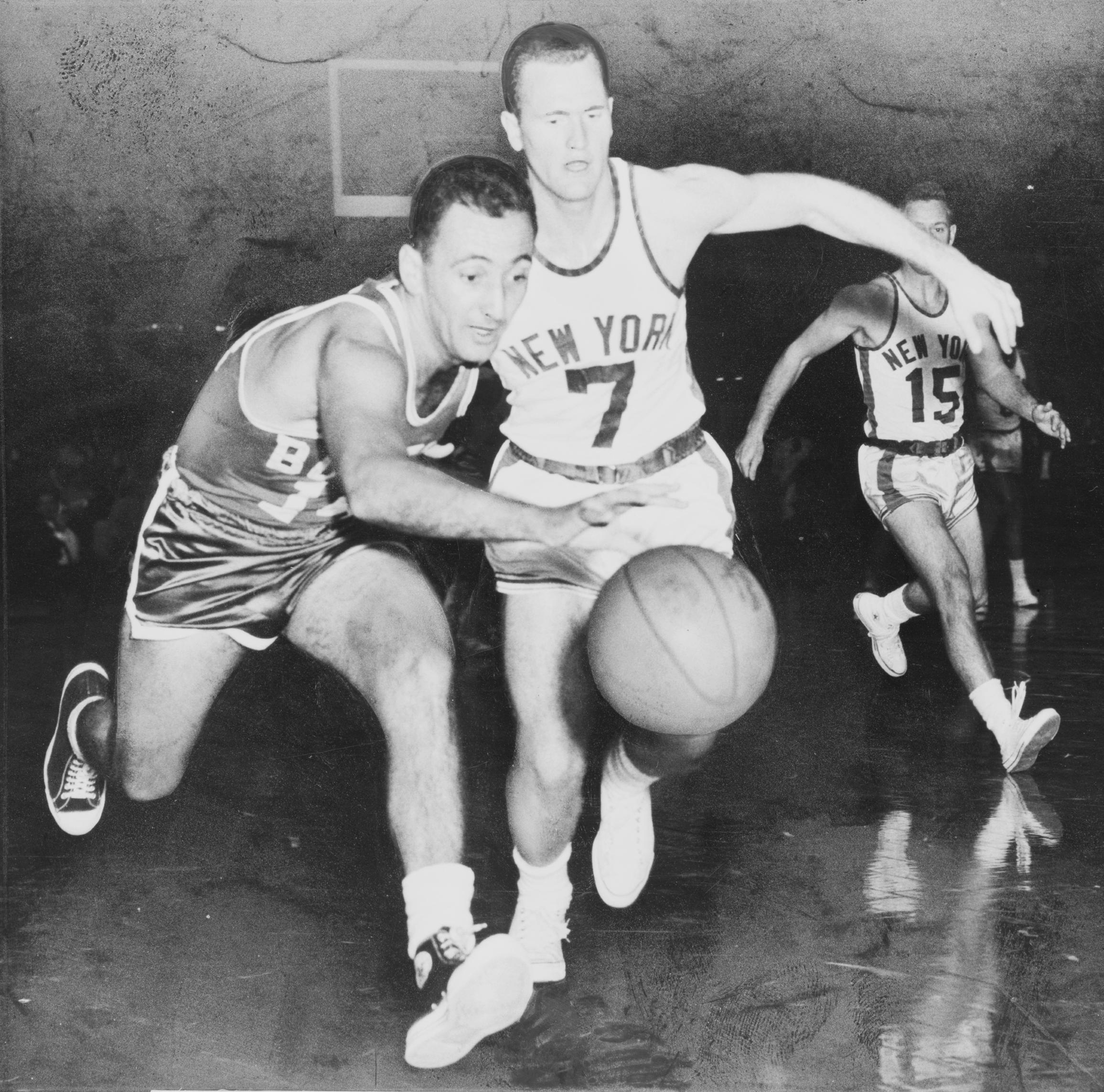
Bob Cousy, la primera estrella dels Celtics.

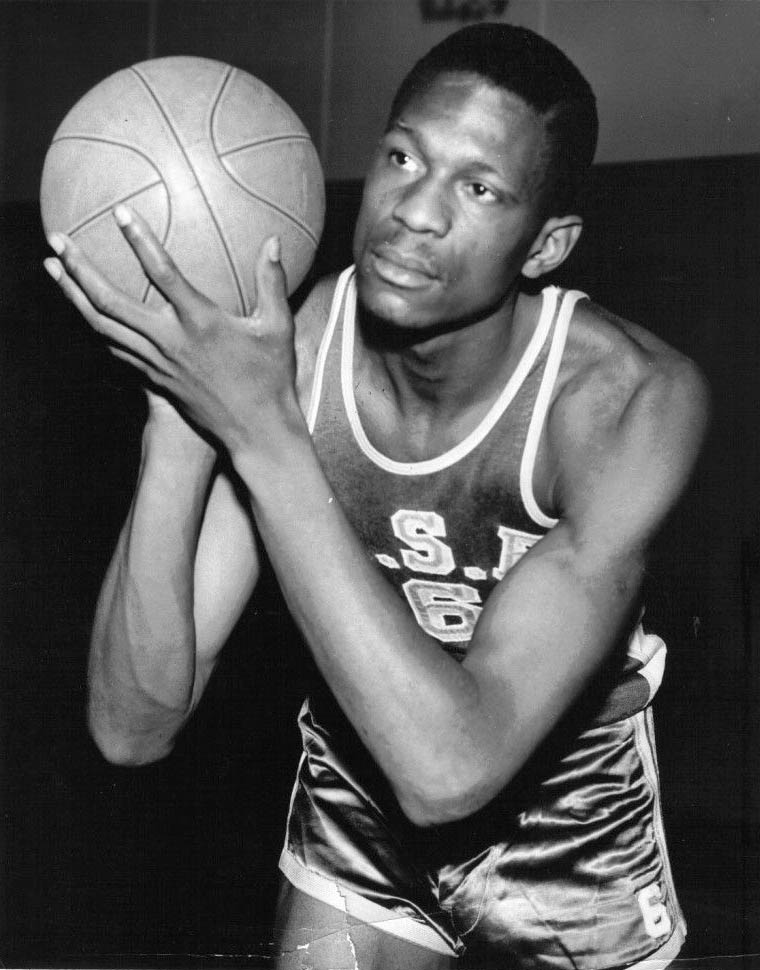
Bill Russell va ajudar els Boston Celtics a guanyar 11 títols en 13 temporades.

Serà en aquesta dècada quan Boston iniciï la seva carrera cap a la competitivitat en la lliga, mitjançant la contribució de Bob Cousy primer i Bill Russell després, amb qui s'aconseguirien els primers títols de l'NBA.
Bob Cousy va arribar a Boston el 1950, després d'adquirir els seus drets en un sorteig, després del desmantellament de l'equip Chicago State. En la temporada 1950-51, amb l'estrena d'Auerbach com entrenador i l'arribada de Cousy i Ed Macauley, Boston va aconseguir el primer rècord de victòries positiu, però caurien en primera ronda de playoffs. Aquesta mateixa temporada Boston havia seleccionat en el Draft a Chuck Cooper, el primer afroamericà que va jugar a l'NBA. El 1952, malgrat la incorporació de Bill Sharman, la història tornaria a repetir-se, per a millorar-se lleugerament el 1953, quan Boston va aconseguir 45 victòries i va superar per primera vegada la primera ronda de playoff. L'any següent, el 1954, amb 42 victòries, el trio Cowens-Sharman-Macauley repetiria resultats i no superaria la segona ronda de playoff. A l'inici de la temporada 1954-55 es va incorporar Frank Ramsey però Boston només va aconseguir igualar una vegada més la seva pròpia marca i caure eliminat en segona ronda. Els resultats van empitjorar lleugerament el 1955-56, quan Boston va caure en la primera ronda. Davant les dificultats de Macauley per a lluitar amb els grans pivots de la lliga, Auerbach va creure arribat el moment de fer un gir important.
Aquest gir seria l'arribada de Bill Russell el 1956. Aquesta es va materialitzar mitjançant el traspàs més important de la història de l'NBA, en el qual Ed Macauley i Cliff Facin van ser enviats als Atlanta Hawks a canvi dels drets de Russell, qui venia de liderar la selecció dels Estats Units als Jocs Olímpics de Melbourne. Al costat de Cousy i Sharman, i amb la contribució del també nou jugador Tom Heinsohn, Boston aconseguiria en aquesta mateixa temporada el primer campionat de la seva història, en la temporada 1956-57.
En la temporada següent, una lesió de Russell va impedir a Boston derrotar els Saint Louis Hawks en la final de l'NBA, però a partir de la temporada 1958-59, l'equip obriria una sèrie de nou campionats consecutius liderats per Russell. En les dues últimes temporades de la dècada, el pes de l'equip l'hi repartirien Russell, Cousy, Sharman, Heinsohn, Ramsey i un pujant Sam Jones, triat en el Draft de 1957.

### Dècada del 1960
Els anys seixanta són els més brillants de la història de la franquícia, ja que entre 1960 i 1969, els Celtics aconseguirien nou títols de l'NBA, sota el lideratge de Bill Russell i la contribució d'altres grans jugadors.
Els campionats dels primers anys van estar caracteritzats per la importància dels mateixos jugadors que havien guanyat els tres títols anteriors. Així, Heinsohn, Sharman, Cousy, Ramsey i Jones completarien a Russell en la carrera pel títol de la temporada 1960-61, any en què a més es va incorporar a l'equip altre dels seus futurs pilars: Tom Sanders. En acabar aquest any, es retirava Bill Sharman. El 1962, Sanders va guanyar pes específic en absència de Sharman i Boston va obtenir el seu quart títol consecutiu enfront de Los Angeles Lakers, que va culminar amb l'elecció el Draft de 1962 de John Havliceck. Aquest seria un altre jugador determinant en els següents títols de la franquícia i ja en el títol de 1963 destacaria com un dels jugadors principals. En acabar la temporada, es retirava Bob Cousy. Sense Cousy, el 1964, Havliceck i Jones es convertirien en els principals anotadors de Boston, que obtindria el seu sisè títol consecutiu contra San Francisco Warriors, després del qual arribaria la retirada de Frank Ramsey. El 1965, el nou títol s'obtindria davant els Lakers, en un equip encapçalat encara per Jones, Havliceck, Russell, Sanders i Heinsohn, qui es retiraria en acabar la temporada. El 1966, amb la consecució del vuitè títol consecutiu enfront dels Lakers, Red Auerbach va deixar de ser l'entrenador de l'equip, on començaven a sobresortir Larry Siegfried i Don Nelson.
La temporada 1966-67 seria l'única de la dècada en la qual els Celtics no aconseguirien un títol, en caure enfront dels Philadelphia 76ers de Wilt Chamberlain. Des d'aquest mateix any Bill Russell combinaria funcions de jugador i entrenador. a més, l'equip havia rebut l'important reforç de Bailey Howell, mitjançant el traspàs de Mel Counts a Baltimore Bullets. Encapçalats per Russell, Jones, Havliceck, Howell, Siegfried, Sanders i Nelson, Boston tornaria a aconseguir el campionat el 1968 enfront dels Philadelphia 76ers, a l'any que va ser triat en el Draft Don Chaney, i el de 1969 enfront dels Lakers de Chamberlain, Elgin Baylor i Jerry West.
Després de la temporada 1968-69, una època arribava a la seva fi: Russell es va retirar com jugador i entrenador, carregant aquest últim que ocuparia des d'aquell moment Heinsohn. Sense ell, ni el també retirat Jones, Boston ni tan només es classificaria per als playoffs de la temporada 1969-70. Excepte per Havliceck i Nelson, els Celtics eren un equip envellit, que havia de reconstruir-se. El procés començaria amb l'elecció de Chaney, a la qual seguiria la de Jo Jo White en el Draft de 1969 i es completaria en la dècada següent.

### Dècada del 1970

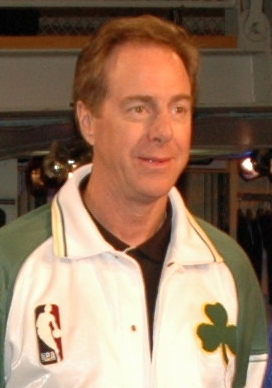
Dave Cowens va guanyar 2 títols durant la dècada dels 70.

Els anys 70 van ser els de la dècada postRussell i, malgrat alguns mals anys, aquests van estar plagats de més llums que ombres, ja que no van deixar de significar anys de bon nivell de joc en general i també de títols. Si la dels seixanta va ser la dècada de Bill Russell, la dels setanta seria, encara que a un altre nivell, la d'un altre pivot, Dave Cowens. Aquest gran jugador, triat en el Draft de 1970, seria el principal baluard de l'equip, encara que no exclusiu, en els pròxims títols que s'aconseguirien. L'altre gran pilar de l'equip seguiria sent John Havliceck.
Entrenats, encara per Tom Heinsohn, la dècada comença amb uns Celtics en ple procés de reconstrucció i amb el fracàs en l'intent de passar als playoffs el 1971. No obstant això, el quintet de jugadors format per Dave Cowens, John Havliceck, Jo Jo White, Don Nelson i Don Chaney aniria augmentant a poc a poc la seva capacitat, aconseguint en la temporada 1971-72 la final de conferència i caient enfront dels New York Knicks. El 1973 es completaria la reconstrucció amb l'arribada de Paul Westphal i Paul Silas i Boston, encara que cauria novament davant els Knicks en set durs partits, aconseguiria el seu rècord absolut de victòries en lliga regular: 68.
Amb l'equip ja consolidat, Boston es coronaria campió a l'any 1974, després de dures eliminatòries enfront dels Buffalo Braves i en la final enfront dels Milwaukee Bucks de Kareem Abdul-Jabbar, amb John Havliceck alçant-se com a jugador més valuós de la final. L'any següent, la temporada 1974-75, en la qual Cowen prenia el relleu d'Havliceck com màxim anotador, la carrera cap al títol es veuria interrompuda pels Washington Bullets. Aquest mateix any Westphal seria traspassat per Charlie Scott als Phoenix Suns, on passaria els millors anys de la seva carrera, mentre que Chaney s'incorporava a la lliga ABA -tornaria a Boston en un paper secundari de 1978 a 1980-, trencant-se així l'estructura principal de les tres últimes temporades. No obstant això la decisió beneficiaria a Boston a curt termini, quan el 1976 s'erigís novament campió davant els mateixos Suns, en una eliminatòria en què van destacar una vegada més Cowens i White al costat del mateix Scott.
L'any 1977 marcaria el canvi de tendència a Boston cap a la negra etapa de la segona meitat dels setanta. Abans d'iniciar-se la temporada 1976-77, Boston va perdre a Silas, en un polèmic traspàs que va portar a Boston a Curtis Rowe, i Don Nelson es va retirar. Sense ambdós jugadors, tota la responsabilitat va recaure en Cowens, Havliceck, Scott i White, que només va servir per a superar la primera ronda dels playoffs. L'any 1978 va marcar el declivi definitiu: els mals resultats van propiciar la substitució de Heinsohn, per l'exjugador Tom Sanders. A més, Scott va experimentar un franc declivi, jugant tan sols 31 partits. Com a resultat, Boston ni tan sols es va classificar per als playoffs i a final de temporada Havlicekc es va retirar. L'únic positiu d'aquell any va tenir lloc al començament i al final de la temporada: l'elecció de Cedric Maxwell en el Draft de 1977 i la de Larry Bird en el de 1978, qui no s'incorporaria fins un any més tard.
La temporada de 1978-79 va ser purament de transició. Els playoffs es van escapar novament i Sanders va ser substituït per Cowens, qui va compaginar funcions de jugador i entrenador, fins que al maig va ser nomenat entrenador Bill Fitch. No obstant això es van donar alguns moviments majors. Per iniciativa del propietari de Boston, Tony Brown, va arribar a l'equip Bob McAdoo, a canvi del jugador Tom Barker i tres eleccions de primera ronda de Draft amb els Knicks. Així mateix, s'incorporà Nate Archibald, mentre que Jo Jo White es retirava a final de temporada.

### Dècada del 1980
Els anys 1980 seran una nova dècada brillant, tant en joc com en èxits, en la qual destacarà un altre nom per sobre de tots, Larry Bird, veritable pedra angular dels èxits de l'equip. No obstant això, en la segona meitat dels vuitanta els Celtics farien els primers passos cap a una lenta decadència que es prolongaria durant dues dècades.
La clau dels èxits d'aquests anys es troba en algunes decisions preses per Red Auerbach en els anys anteriors. Després de disposar de dues eleccions altes en el Draft de 1978, Auerbach va optar per invertir la sisena elecció d'aquell any en Larry Bird, malgrat saber que el jugador seguiria a la universitat i que els seus drets només es podien retenir un any. Amb tot, Bird s'incorporaria a l'equip l'estiu de 1979. Auerbach havia aconseguit també en el traspàs de Bob McAdoo la primera elecció de Draft de 1980, que després traspassaria al seu torn a Golden State Warriors. A canvi, obtindria de Golden State la tercera elecció d'aquest mateix any, que es convertiria en Kevin McHale, i els drets sobre el jugador Robert Parish. Amb aquests moviments, Boston disposaria des de 1981 d'una brillant columna vertebral -el famós Big Three-, sobre el qual l'equip se sustentaria durant més d'una dècada.
Els èxits no trigarien a arribar després de la incorporació de Bird. Entrenats per Bill Fitch, els Celtics van experimentar en la seva primera temporada un gran gir en els seus resultats, tot passant de 29 victòries l'any anterior a 61, gràcies a la contribució del mateix Bird, Nate Archibald o Dave Cowens, entre d'altres, però no van aconseguir superar a Philadelphia 76ers en la final de Conferència Est de 1980. Aquest mateix any tindria lloc la primera retirada Dave Cowens, qui ja no tornaria a Boston i perdria l'oportunitat de gaudir de l'èxit de l'any següent. En efecte, l'estret marge d'un punt sí que va servir aquesta vegada per a assolir el passi a la final de l'NBA en l'any 1981 enfront dels 76ers i posteriorment derrotar a Houston Rockets en la final. La força d'un equip en el qual també sobresortien Cedric Maxwell -MVP de les finals- i Nate Archibald -MVP de l'All-Star Game- seria la clau de l'èxit. Aquell mateix any també va destacar l'estrena de Danny Ainge en la lliga
En les temporades 1981-82 i 1982-83, el rendiment de Boston va travessar un petit sot. Encara que el nivell de joc va ser molt elevat durant la temporada de 1982, van caure novament en la final de conferència enfront de Filadelfia. Molt pitjor seria l'any 1983, quan Boston cauria en una pobra eliminatòria davant Milwaukee Bucks. Això qüestionaria el treball tècnic i donaria peu a l'arribada en l'any següent a la banqueta de KC Jones, qui iniciaria quatre anys de grans èxits per a Boston, sense la participació ja d'Archibald, que passaria a jugar en Milwaukee. El primer, 1984, va tenir lloc una nova conquesta del títol de l'NBA enfront de Los Angeles Lakers de Magic Johnson, amb el recién arribat Dennis Johnson en l'adreça de joc. L'any següent, 1985, no obstant això, en la reedició d'aquesta final, el títol viatjaria a Los Angeles. En 1986, la incorporació de Bill Walton retornaria a l'equip a la seva màxima esplendor i permetria a Boston aconseguir novament el títol, en aquest cas derrotant els Houston Rockets d'un jove Hakeem Olajuwon i Ralph Sampson.
Dos títols i una final en tres anys marcaven el cim del rendiment d'aquesta generació i la necessitat de planificar el futur. És per això que Boston decidiria traspassar al seu jugador Gerald Henderson per la primera elecció de Draft 1986 de Seattle Supersonics, que hauria de correspondre a un prometedor jugador: Len Bias. No obstant això, aquest va morir dos dies després d'una sobredosi de droga, desfent les expectatives posades en aquest nou projecte de reconstrucció i condicionant irreversiblement el futur. La mala sort, el poc encert en el Draft i alguns errors, ja sense la guia de Red Auerbach, faria irreversible un lent declivi.
Sense Bias ni l'irreversiblement lesionat Walton, Boston va haver d'afrontar una dura temporada 1986-87, que no obstant això els duria novament a la final enfront dels Lakers, però que culminaria amb el triomf d'aquests. En 1988, seria Detroit Pistons el botxí, en aquest cas en la final de conferència, marcant així el relleu en l'hegemonia de la Conferència Est. Les coses no van ser millor en 1989, quan Bird es va perdre tota la temporada per una lesió, ni en 1989-90: en ambdós casos Boston cauria en primera ronda de playoffs, primer davant Detroit i després davant New York Knicks. Ja sense Ainge, traspassat a Sacramento Kings, Dennis Johnson es retiraria en 1990, desapareixent així els complements del Big Three que havien assegurat els èxits de 1984-1987, sense que el Draft o els traspassos haguessin proveït de nous grans recursos, excepte una excepció: l'elecció de Reggie Lewis en el Draft de 1987.

### Dècada del 1990
La dècada dels 90 va aprofundir el declivi iniciat en els últims anys de la dècada anterior, convertint-se sense dubte en la pitjor de la història de la franquícia. Aquesta dècada es caracteritza per l'absència de lideratges excepte en els primers anys a càrrec de Larry Bird i Reggie Lewis i en els últims dels emergents Antoine Walker i Paul Pierce.
En els primers anys, dirigits per Chris Ford, els Celtics van aconseguir millorar el nivell competitiu exhibit a la fi dels vuitanta. A això van contribuir els encara tres principals referents de l'equip -Larry Bird, Kevin McHale i Robert Parish-, secundats per un conjunt de nous jugadors: Brian Shaw, Dee Brown i Kevin Gamble (en 1991) i Rick Fox (des de 1992), i per la consolidació de la nova estrella de l'equip: Reggie Lewis, qui amb els problemes físics de Larry Bird es convertí en el veritable líder de l'equip, en les temporades 1991-92 i 1992-93. Els resultats van ser notables: semifinalistes de conferència en les temporades 1990-91 i 1991-92. Les importants lesions que van afectar Larry Bird i Kevin McHale i la manca de suplents de qualitat van impedir arribar més lluny.
Seria 1993 el primer any de franc declivi per a l'equip. Retirat en la temporada prèvia Larry Bird, l'equip tot just va poder reforçar-se amb l'arribada de Xavier McDaniel. Encara que això li va permetre a l'equip aconseguir 48 victòries, Reggie Lewis sofriria en la primera ronda dels playoffs un col·lapse cardíac que ho apartaria de la competició i que posaria fi a la seva vida unes setmanes més tard. Sense Lewis, Boston va caure en primera ronda enfront de Charlotte Hornets, i aquesta mateixa temporada es va retirar Kevin McHale. La pèrdua de Lewis restaria molta capacitat competitiva a l'equip, ara capitanejat per un envellit Robert Parish i liderat en anotació per Dee Brown, que no es classificaria per als playoffs en l'any 1994. L'única notícia positiva seria el bon rendiment de Dino Radja. L'any següent, 1995, Parish s'incorporaria als Hornets, però l'equip es veuria reforçat amb la incorporació de Dominique Wilkins. Encara que això va permetre aconseguir els playoffs, van caure novament en primera ronda; aquesta seria la darrera participació en playoffs de la dècada.
En la temporada 1995-96, ML Carr, exjugador i campió amb Boston en la dècada dels vuitanta, esdevindria entrenador i responsable tècnic. En els dos anys que va estar al capdavant de la franquícia, els resultats esportius van ser francament negatius, a causa de la falta de referents, de lideratges i de qualitat individual. El millor en aquests anys va venir amb l'elecció d'Eric Williams en el Draft de 1995 i sobretot de Antoine Walker en el de 1996. La temporada 1996-97, amb tan només 15 victòries en lliga regular, es va concretar en un intent d'assolir la primera elecció del Draft de 1997 i poder triar així a Tim Duncan, però la sort no acomaañaría, i Boston s'hauria de conformar amb l'elecció nombre 3 i Chauncey Billups.
En estiu de 1997, es convertiria en nou responsable i entrenador Rick Pitino, qui es va mantenir en el càrrec fins a intervinguda temporada 2000-2001, i les polèmiques decisions de la qual no servirien per a millorar el rendiment competitiu. Pitino va renovar gairebé tota la plantilla al llarg del seu mandat, excepte a Antoine Walker, que lideraria a l'equip fins a l'arribada de Paul Pierce a través del Draft de 1998, sense que Boston es classifiqués una sola vegada per als playoffs. Entre les seves eleccions més polèmiques es troben els traspassos de Billups i Ron Mercer, ambdós triats en el Draft de 1997, el d'Eric Williams, i la incorporació de diversos jugadors cars i poc efectius, com el pívot Travis Knight.

### Dècada del 2000
Després de la renúncia de Rick Pitino, Chris Wallace (2001-2003) i Danny Ainge (2003-2006) van esdevenir els nous responsables de la reconstrucció de l'equip, en tant que general manager i director d'operacions respectivament.

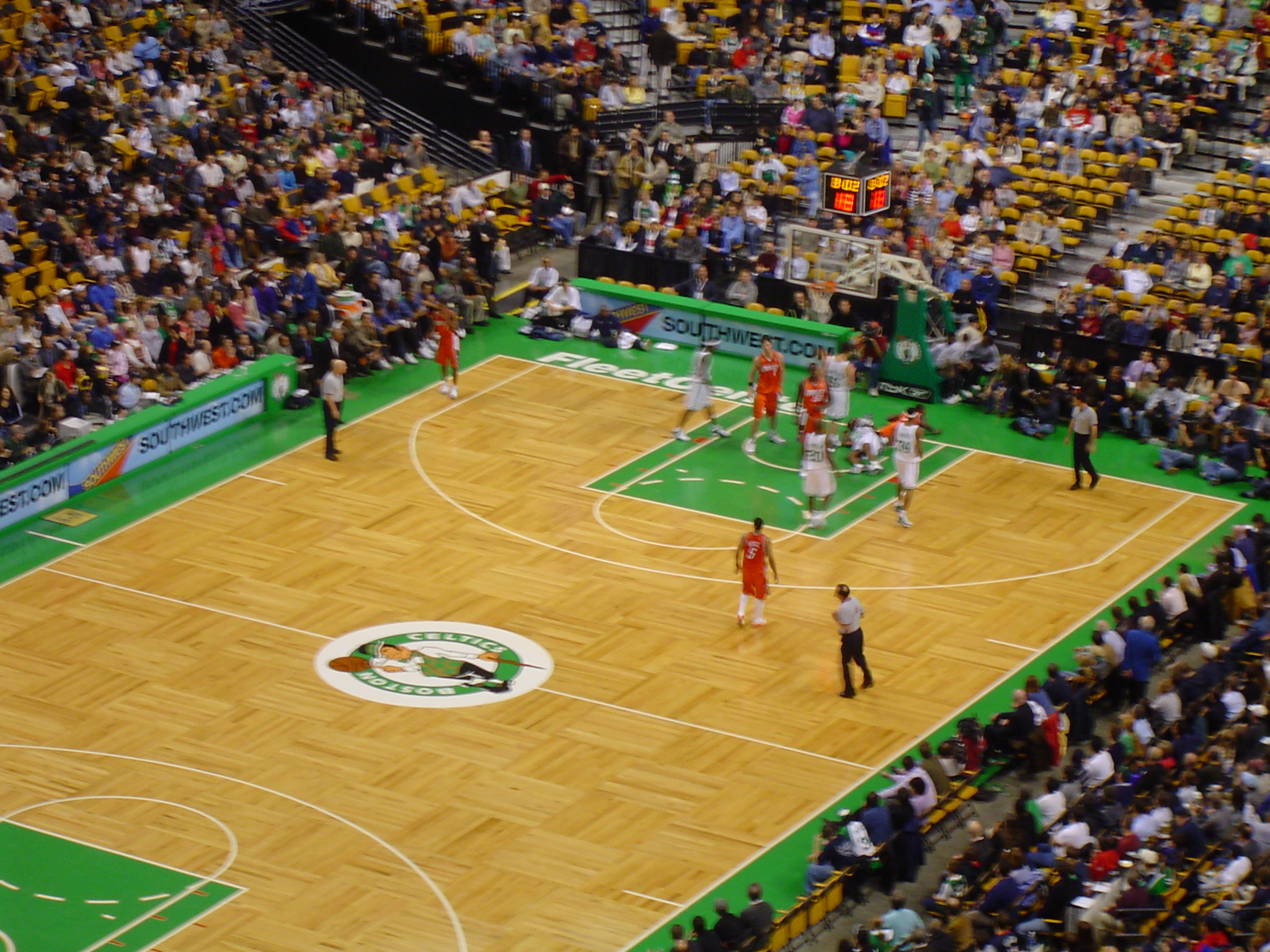
Partit dels Celtics

Durant el període de Chris Wallace va tenir lloc l'èxit més gran de la plantilla en dues dècades: la disputa de la final de Conferència Est davant dels New Jersey Nets. Liderats per Paul Pierce i Antoine Walker i entrenats per Jim O'Brien, els Celtics van eliminar contra pronòstic a Philadelphia 76ers i Detroit Pistons, però van caure en una dramàtica eliminatòria per 4-2, durant la qual van protagonitzar la major remuntada de la història dels playoffs (21 punts en l'últim quart). Això no obstant, després d'un canvi de propietaris, Chris Wallace va ser substituït per Danny Ainge com principal responsable. A això van contribuir, entre altres factors, el fallit traspàs de Vin Baker, qui arribaria per a jugar la temporada 2003 amb un llarg i elevat contracte però va experimentar un procés d'alcoholisme que va suposar el seu apartament de l'equip en aquella temporada i l'acomiadament definitiu el 2004; el poc encert en les tres eleccions de Draft en la primera ronda de 2001, que no van servir per a dotar a l'equip de cap jove de garanties, i l'escassa confiança en els criteris seguits per Wallace. Amb tot, el 2003 O'Brien va aconseguir dur a l'equip a la semifinal de Conferència, després d'eliminar els Indiana Pacers, però New Jersey va tornar a ser el botxí de Boston.
Pel que fa al mandat de Danny Ainge, es poden diferenciar dos períodes: entre l'estiu de 2003 i la finalització de la temporada 2007, caracteritats per un procés de reconstrucció que va generar molts dubtes i crítiques a la gestió, i entre 2008 i 2009-2010, període en el qual l'equip aconseguiria un campionat i esdevendria novament un equip dominant a la lliga.
Pel que fa al primer període, va iniciar-se amb una gran transformació de l'equip, basada en un gran nombre de traspassos en la seva primera temporada, després dels quals només quedaven a l'equip dos dels finalistes de l'any 2002: Paul Pierce i Mark Blount. A més a més, O'Brien va presentar la dimissió a mitjan temporada, sent substituït per John Carroll, qui malgrat aconseguir un rècord de victòries negatiu (36-46) va assolir els playoffs, on Indiana eliminaria a Boston per 4 victòries a 0. Entre les seves decisions més polèmiques del seu primer any es troben el traspàs de Antoine Walker en estiu de 2003 per Raef Lafrentz, Jiri Welsh -actualment en Milwaukee Bucks- i una primera ronda de Draft, qui retornaria no obstant això per a disputar el tram final de la temporada 2004-2005, abans de ser traspassat novament a Miami Heat; la renovació de Mark Blount, i la falta de resultats esportius: dues eliminacions en primera ronda de playoffs en les temporades 2004 i 2005 i la no classificació en les temporades 2006 i 2007. En el sentit oposat destaquen l'arribada de Ricky Davis el 2004, de Gary Payton aquell mateix estiu procedent de Los Angeles Lakers i les eleccions realitzades en els drafts de 2004 i 2005, que van aportar a l'equip, entre d'altres, a Al Jefferson, Anthony Allen, Delonte West o Ryan Gomes.
En la temporada 2004-2005, Ainge va posar al capdavant de l'equip a Doc Rivers, qui malgrat la presència de Payton, el retorn de Walker i un resultat de victòries positiu en lliga regular, no va aconseguir millorar els resultats de l'any anterior, en tornar a caure eliminat davant els Pacers en primera ronda, en una dramàtica sèrie a set partits. Les coses empitjorarien encara més els dos anys següents. En la temporada 2005-2006, dirigits encara per Rivers i liderats per Pierce, Boston va obtenir el pitjor balanç de victòries en quatre anys (33-49) i no va assolir la classificació per als playoffs, gràcies el fet que es va preferir donar confiança als jugadors més joves i no reforçar la plantilla amb nous veterans. El mal joc de l'equip propiciaria que el mes de gener un traspàs amb Minnesota Timberwolves suposés, entre d'altres, la sortida de Blount i Davis i l'arribada de Wally Szczerbiak. A més a més, Ainge seria qüestionat posteriorment per traspassar la nit del Draft d'aquell estiu els drets sobre Randy Foye, a Raef Lafrentz i a Dan Dickau, fitxat aquella mateixa temporada, a Portland Trailblazers a canvi d'una futura elecció de segona ronda, de Theo Ratliff i de Sebastian Telfair. Cap d'aquests dos jugadors aportaria res a l'equip l'any següent, mentre que Portland aconseguiria en aquella mateixa nit permutar amb Minnesota Timberwolves a Foye per Brandon Roy, qui esdevindria jugador franquícia de la plantilla. Més encertat es mostraria Ainge en traspassar en aquell Draft a Phoenix Suns una primera ronda de Cleveland Cavaliers per al següent Draft, a canvi dels drets de Rajon Rondo, qui esdevindria ja l'any següent el base titular de l'equip. Malgrat aquest encert i el potencial exhibit per Al Jefferson, els resultats empitjorarien sensiblement la temporada següent, en assolir-se només 24 victòries

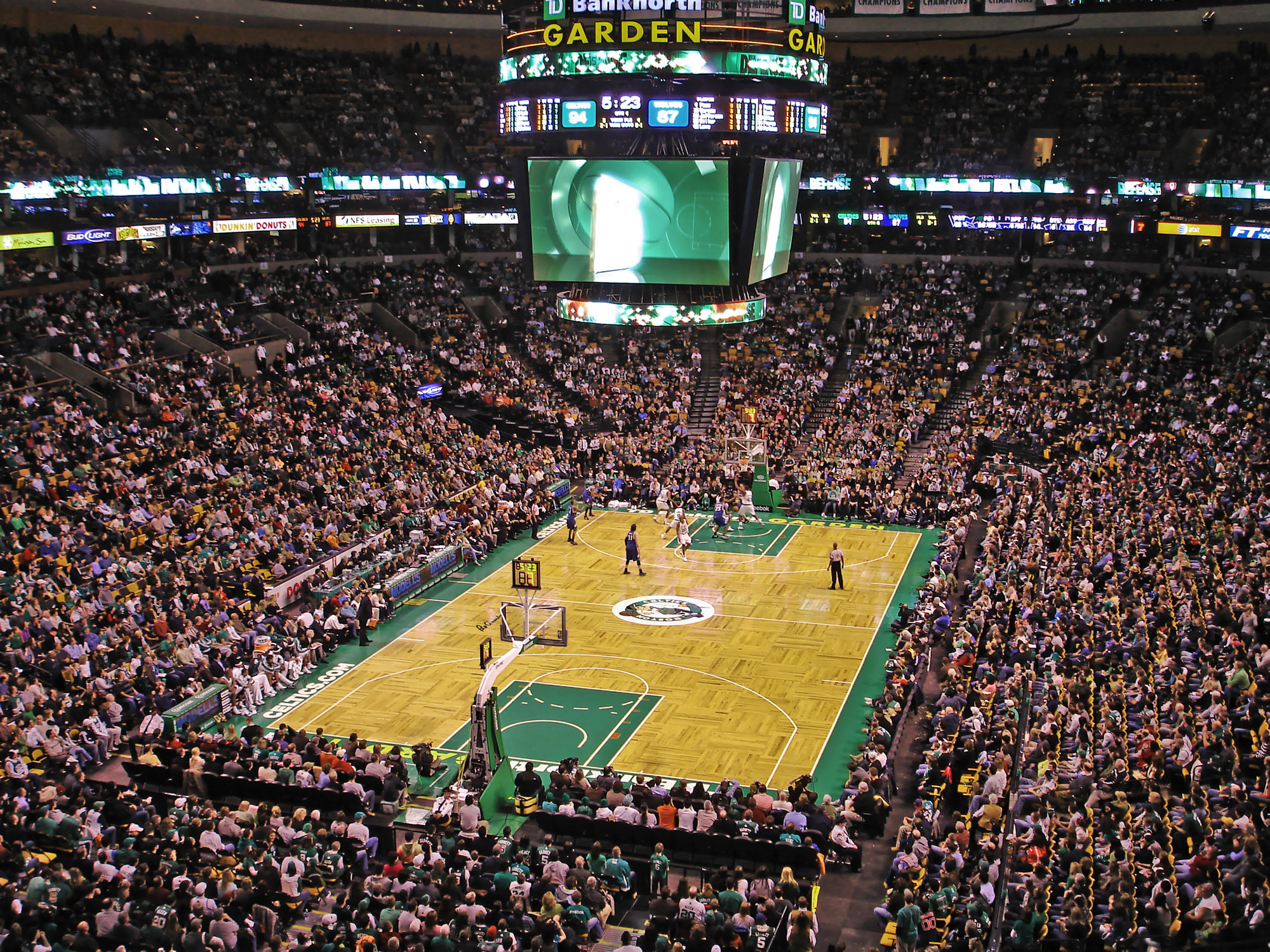
Partit entre els Celtics i els Minnesota Timberwolves el 2009

Malgrat, però, aquests mals resultats, l'equip experimentaria un dels majors girs mai vistos d'una temporada a l'altra i dos grans traspassos serien la clau. En la mateixa nit del Draft de 2007, Ainge enviava a Delonte West i Wally Szczerbiak, juntament amb els drets sobre el cinquè jugador escollit en primera ronda, Jeff Green, a Seattle Supersonics, a canvi de l'escorta Ray Allen. Posteriorment, durant el mes de juliol, un nou acord entre els Timberwolves i els Celtics suposava l'arribada de Kevin Garnett a canvi d'Al Jefferson, Gerald Green, Ryan Gomes, Sebastian Telfair i Theo Ratliff, a més d'una elecció de primera ronda. En aquest traspàs va ser clau l'arribada prèvia d'Allen, disposar d'un contracte elevat en el seu darrer any (Ratliff) i tenir també un gran nombre de jugadors prometedors (especialment Jefferson). D'aquesta manera, els Celtics ajuntaven en un mateix equip a tres jugadors de gran nivell, que de seguida serien coneguts com el "nou Big Three" (nom que la dècada de 1980 van rebre Larry Bird, Kevin McHale i Robert Parish). Per completar el quintet titular, els Celtics disposaven ja de Rajo Rondo, que acabava de realitzar una bona temporada, i el pívot Kedrick Perkins, escollit pel mateix Ainge en el Draft de 2003 i que també havia experimentat una important progressió en el decurs de quatre anys com a professional. Des de la banqueta contribuirien jugadors com Leon Powe, Anthony Allen o el rookie Glenn Davis, però seria clau el fitxatge com a agents lliures de James Posey i Eddie House a l'estiu, i de PJ Brown i Sam Cassell a la meitat de la temporada. Entrenats encara per Doc Rivers, aquest equip els Celtics aconseguirien 66 victòries i el títol de l'NBA, després d'obtenir l'avantatge de camp en els playoffs i eliminar consecutivament als Atlanta Hawks, als Cleveland Cavaliers de Lebron James, als Detroit Pistons i, en la final, a Los Angeles Lakers de Pau Gasol i Kobe Bryant. El capità Paul Pierce seria a més guardonat com a millor jugador (MVP) de la final. Kevin Garnett va guanyar el títol de millor defensor de l'any. Aquest seria el 17è títol de l'NBA aconseguit per la franquícia.
En la temporada següent, James Posey i PJ Brown deixarien l'equip, però l'elevat nivell salarial de l'equip va desincentivar la recerca de susbtituts i no van aconseguir-se relleus de garanties. Així, malgrat que el potencial de l'equip es va mantenir molt elevat i completaria una nova brillant temporada de 62 victòries, l'equip no va aconseguir transmetre les sensacions de domini de l'any anterior i l'equip perdria per lesió en el tram final de la temporada a Leon Powe i Kevin Garnett. Aquestes importants baixes van exigir un esforç molt gran a l'equip per superar per 4-3 als Chicago Bulls en primera ronda de playoffs, que amb tot no bastaria per superar en la següent ronda als Orlando Magic, els quals els eliminarien per 4 victòries a 3.

### Dècada del 2010

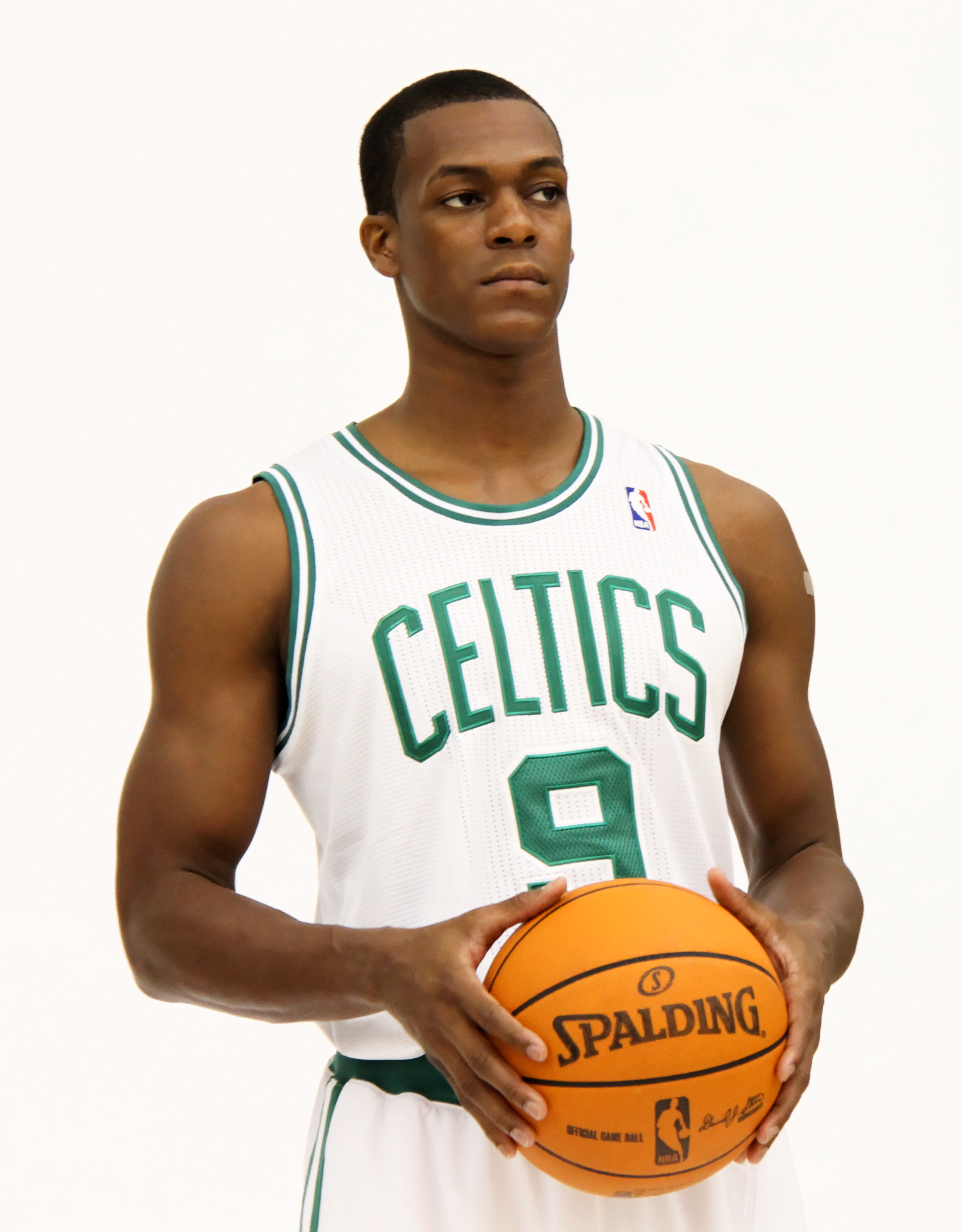
Rajon Rondo va esdevenir el líder dels Celtics quan van marxar els tres grans.

Com a conseqüència de l'experiència de l'any anterior, Ainge va decidir sumar més reforços a l'estiu de 2009. Així, va contractar com a agent lliure a l'ex-aler pivot de Detroit Pistons, Rasheed Wallace; a l'ex-escorta d'Indiana Pacers, Marquis Daniels, i a l'interior Shelden Williams. Amb aquestes incorporacions i el mateix equip titular dels darrers dos anys, l'equip esdevindria a final del mes de desembre el líder provisional de la Conferència Est, però a partir del mes de febrer el rendiment de l'equip va disminuir ostensiblement, tot acabant la lliga regular amb 50 victòries, dotze menys que la temporada anterior, malgrat les incorporacions afegides de Nate Robinson en substitució d'Eddie House i Michael Finley. Amb tot, els Celtics es classificarien en la quarta posició de l'Est i dispurtarien la primera ronda a Miami Heat, a qui superarien amb facilitat per 4 a 1. Posteriorment també eliminarien als Cleveland Cavaliers de Lebron James i als Orlando Magic de Dwight Howard, per 4 victòries a 2, respectivament, tot obtenint el títol de campions de la Conferència Est. Això els permetria disputar la final de l'NBA davant Los Angeles Lakers de Kobe Bryant i Pau Gasol, la qual no es resoldria en el setè partit disputat a Los Angeles a favor dels Lakers, per 79 a 83 i 4-3 en el conjunt de l'eliminatòria, i a la qual no podria participar el pívot dels Celtics, Kedrick Perkins, a causa d'una lesió en els lligaments d'un genoll, que li havia impedit també completar el sisè partit.
Després de la finalització de la temporada 2010, els Boston Celtics afrontarien diferents reptes: la renovació de Ray Allen, la continuïtat de Paul Pierce o la possible retirada de Rasheed Wallace, entre d'altres. La decisió de la franquícia va ser renovar a Pierce, a Robinson i a Daniels, i incorporar dos veterans en el joc interior: Jermaine O'Neal i Shaquille O'Neal, a més d'altres incorporacions menors. En els primers mesos de competició l'equip va aconseguir mantenir-se al capdavant de la Conferència Est fins al febrer, però els problemes físics dels pívots de l'equip, la manca d'un substitut fiable de Paul Pierce i els dubtes dels tècnics respecte a la capacitat competitiva de l'equip van propiciar el traspàs de Kendrick Perkins a Oklahoma City Thunder, a canvi de l'aler Jeff Green i el pívot Nenad Krstic. A més a més, els traspassos de tres jugadors més van permetre la incorporació dels agents lliures Troy Murphy, Aleksandar Pavlovic i Carlos Arroyo, tot completant una àmplia renovació de la plantilla a mitjan temporada.

#### El final de l'era dels tres grans
El recés de temporada 2012 va començar amb els Celtics amb només sis jugadors amb contracte. Mentre que Kevin Garnett era renovat, Ray Allen va triar signar amb el Miami Heat per menys diners, de manera que l'era dels "Tres Grans" de cinc anys tenia un final una mica mordaç. Els Celtics també van signar agents lliures: Jason Terry, Jason Collins, Darko Miličić i Leandro Barbosa; van adquirir Courtney Lee en un contracte entre tres equips en el que Johnson, Moore, Sean Williams i una futura tria de segona ronda van ser enviats als Houston Rockets i els Portland Trail Blazers va aconseguir Sasha Pavlovic; van draftejar tres jugadors, Jared Sullinger, Fab Melo i Kris Joseph; van renovar Brandon Bass; i van recuperar Chris Wilcox i Jeff Green que tornarien a jugar després de patir malalties del cor a final de temporada.

### 2013-present: reconstrucció
Els Celtics inicien la temporada de contractacions amb grans canvis, tot això motivat per Danny Ainge, qui assumeix que ha acabat una era a l'equip. El primer d'aquests canvis és la sortida de l'entrenador, Doc Rivers, qui se'n va a Los Angeles Clippers. Més tard, Paul Pierce, Kevin Garnett i Jason Terry deixen Boston en un intercanvi amb els Brooklyn Nets, a canvi de Gerald Wallace, Kris Humphries, MarShon Brooks, Keith Bogans i Kris Joseph, a més de tres futures eleccions del draft. També acomiaden el jugador Terrence Williams.
El 3 juliol de 2013, els Celtics anuncien la contractació del seu nou tècnic, Brad Stevens, de 36 anys, procedent de la Universitat Butler, on ha estat 6 temporades com a entrenador principal.
En la seva primera temporada al comandament dels Celtics, Brad Stevens acaba amb un rècord de 25 victòries i 57 derrotes. Donant pas al Draft 2014 on aconsegueixen a Marcus Smart i James Young, la temporada no comença bé per a l'equip que pateixen grans turbulències on el principal canvi és el trade de Rajon Rondo, capità de l'equip i últim de l'equip campió de l'anell del 2008 que quedava a Boston, i Dwight Powell a Dallas Mavericks per Jae Crowder, Jameer Nelson, Brandan Wright i uns draft de Dallas. Fins al recés dels All Star no anava res bé per a Boston, però després d'això i l'arribada de jugadors com Tyler Zeller i Isaiah Thomas van fer que els Celtics tinguessin una ratxa molt bona aconseguint classificar-se als playoffs en la setena posició deixant fora a Miami Heat, jugant contra els Cleveland Cavaliers de Lebron James perdent 4-0 la sèrie, però acabant d'una manera inesperada la temporada per un equip que no prometia molt.
La temporada 2015 comença amb nous Rookies arribant a l'equip, a més del vigent campió David Lee a canvi de Gerald Wallace i Chris Babb i amb tota l'NBA veient atentament que té per oferir Brad Stevens com un dels millors tècnics de la lliga.
El 2016 es va viure l'explosió d'Isaiah Thomas, qui en la temporada 2016/2017 va fer una mitjana de 28,9 punts per partit. Va ser traspassat al juliol de 2017 al costat de Jae Crowder, Ante Zizic, una primera ronda dels Nets i una segona ronda del Draft de Miami per Kyrie Irving, formant així el Big Three al costat de Gordon Hayward i Al Horford.

## Pavellons
- Boston Garden (1946-1995)
- TD Banknorth Garden (anteriorment anomenat FleetCenter) (1995-avui)

## Jugadors destacats
Categoria principal: Jugadors dels Boston Celtics

### Membres delBasketball Hall of Fame
- Nate Archibald
- Larry Bird
- Walter Brown
- Bob Cousy
- Dave Cowens
- Wayne Embry (inclòs per ser el primer directiu afroamericà)
- John Havlicek
- Tom Heinsohn
- Bailey Howell
- KC Jones
- Sam Jones
- Clyde Lovellette
- Ed Macauley
- Pete Maravich
- Kevin McHale
- Robert Parish
- Andy Phillip
- Frank Ramsey
- Arnie Risen
- Bill Russell
- Bill Sharman
- Bill Walton

### Per a recordar
- Danny Ainge
- Don Chaney
- Dennis Johnson
- Cedric Maxwell
- Reggie Lewis
- Don Nelson
- Tom Sanders
- Larry Siegfried
- Paul Silas
- Antoine Walker
- Jo Jo White

### Números retirats
- 00 Robert Parish
- 1 Walter Brown (propietari)
- 2 Red Auerbach (entrenador llegendari)
- 3 Dennis Johnson
- 6 Bill Russell
- 10 Jo Jo White
- 14 Bob Cousy
- 15 Tom Heinsohn
- 16 Satch Sanders
- 17 John Havlicek
- 18 Jim Loscutoff
- 18 Dave Cowens
- 19 Don Nelson
- 21 Bill Sharman
- 22 Ed Macauley
- 23 Frank Ramsey
- 24 Sam Jones
- 25 KC Jones
- 31 Cedric Maxwell
- 32 Kevin McHale
- 33 Larry Bird
- 35 Reggie Lewis

Nota: El número de Loscutoff 18 s'havia retirat però era mantingut actiu per Dave Cowens. Per tal de no retirar dues samarretes amb el número 18, els Celtics penjaven un coixinet de pancartes amb les lletres "LOSCY" per honorar Loscutoff.

## Entrenadors i directius

### Membres delBasketball Hall of Fame
- Red Auerbach
- Walter Brown
- Alvin Julian